# Weston Lakes
Weston Lakes è un centro abitato degli Stati Uniti d'America situato nella contea di Fort Bend dello Stato del Texas.
Weston Lakes è stata istituita nel 2008. La popolazione era di 2.482 persone al censimento del 2010. Fa parte dell'area metropolitana di Houston–The Woodlands–Sugar Land.

## Geografia fisica
Weston Lakes è situata lungo la FM 1093, tra le città di Fulshear e Simonton nel nord di Fort Bend County.